# Sonate pour piano et violon en la majeur K. 526
La Sonate pour violon no 35 en la majeur  K. 526 est l'ultime sonate pour violon et piano de Mozart. Composée à Vienne le 24 août 1787, elle réalise la synthèse de la polyphonie de Bach et du grand style concertant de Mozart. Chef-d'œuvre du genre, elle clôt l'imposant corpus des quarante deux sonates pour violon et piano du compositeur, l’œuvre composée l'année suivante pour ces mêmes instruments, la Sonate pour piano et violon K. 547, étant seulement « une petite Sonate pour le clavier destinée aux débutants avec un violon ».  

## Analyse de l'œuvre
Introduction du Molto allegro:
La lecture audio n'est pas prise en charge dans votre navigateur. Vous pouvez télécharger le fichier audio.
Introduction de l'Andante:
La lecture audio n'est pas prise en charge dans votre navigateur. Vous pouvez télécharger le fichier audio.
Première reprise du Presto:
La lecture audio n'est pas prise en charge dans votre navigateur. Vous pouvez télécharger le fichier audio.
La sonate se compose de trois mouvements:
1. Molto allegro, en la majeur, à 
, 242 mesures, 2 sections répétées 2 fois (mesures 1 à 100, mesures 101 à 242) - partition
2. Andante, en ré majeur, à , 89 mesures - partition
3. Presto, en la majeur, à , 426 mesures, 2 sections répétées 2 fois (mesures 1 à 8, mesures 9 à 43) - partition

- Durée d'exécution : 26 minutes.